# Aa! Megami-sama (OVA)
Durante los años 1993 y 1994, la serie de OVAs Ah! My Goddess (ああっ女神さまっ Aa! Megami-sama?)  fue producida por AIC, mostrando a los personajes centrales del manga de Kosuke Fujishima. Fue distribuida por Pony Canyon en Japón y en España por Jonu Media.
La historia comienza de forma distinta a la del manga original y la trama es un resumen general de las historias hasta ese momento exceptuando el cuarto y quinto episodio que presentan un final original creado específicamente para estos OVAs.
En América Latina, España y Portugal, fueron la serie de OVAs fue emitida por el extinto canal de pago Locomotion, con doblajes en español y portugués. El nombre dado en el doblaje al español para América Latina fue Mi Diosa, aunque Locomotion la transmitió con el nombre Oh! My Goddess.
Tanto el tema de inicio, My Heart 言い出せない, Your Heart 確かめたい (My Heart Iidasenai, Your Heart Tashikametai?), como el ending, "¡ Felicidades!" (コングラチュレイションズ! Kongurachureishonzu!?), son cantadas por la Goddess Family Club (grupo musical formado principalmente por los seiyus de la serie y Kosuke Fujishima).

## Lista de episodios
| OVA | Título                                                                         | Estreno                  |
| --- | ------------------------------------------------------------------------------ | ------------------------ |
| 01 | «La luz de luna y el florecimiento de cerezos» «Moonlight and cherry blossons» | 21 de febrero de 1993    |
| La historia comienza cuando Keiichi Morisato, como consecuencia de su mala suerte, empieza a tener problemas. En ese momento a Keiichi se le despierta el hambre, por lo que llama a un servicio de comidas a domicilio. Al ver que nadie le contesta, comienza a desesperarse y a marcar números al azar, y en una de ellas es atendido por "La línea de ayuda de las Diosas", comunicándole a su vez que será atendido inmediatamente por una diosa. Él se disculpa aduciendo que se ha equivocado de número, y es donde aparece Belldandy, quien se presenta, y le dice a Keiichi, que le concederá un solo deseo. Keiichi no cree esto posible, por lo que dice arbitrariamente, y pide que "Una chica como ella esté para siempre a su lado". Entonces Belldandy, transmite el deseo por medio de sus poderes; entonces le dice a Keiichi, que su deseo ha sido legalmente sellado, y advirtió a Keiichi de que no podían ser separados por, o sino la fuerza Suprema actuaría contra ello. Infortunadamente, llegan los superiores (Senpais) del Club de motociclismo de Keiichi, y al verlo con Belldandy, lo expulsan de la residencia de acuerdo a sus normas establecidas por los mismos. Al no tener donde vivir, Keiichi y Belldandy, van en su motocicleta en busca de un hogar, y Belldandy dice donde puede encontrar uno bueno; cuando van hacia este, Keiichi es sorpendido en una curva, por un automóvil que estaba a punto de estrellarlo, y es cuando Belldandy interviene con sus poderes para salvarlo, como fue tan inesperado el uso del poder, Belldandy cae desmayada en la motocicleta de Keiichi. Al llegar a un Templo Keiichi supone que ese es el hogar del que le hablaba Belldandy. Entra, acuesta a Belldandy en el suelo, y espera a que se recupere, pero pasa que Keiichi se empieza a sentir mal y cae desmayado. Al despertar Belldandy, se da cuenta de que Keiichi tiene fiebre, y de nuevo, hace uso de su poder para aliviarlo, y finalmente dejarlo descansar. Belldandy efectúa un tipo de conjuro que hace que el templo se renueve, y quede como un hogar digno de una diosa. Cuando despierta Keiichi, llegan sus superiores, felicitándolo por el nuevo hogar, y hacen una fiesta. Keiichi sale a tomar algo de aire fresco, y por causa del contrato, Belldandy llega donde este, y pide a Keiichi que la deje estar con él. Finalmente Keiichi la abraza y esta se recuesta sobre su pecho. |                                                                                |                          |
| 02 | «Sueño en una noche de verano» «Midsummer Night's Dream»                       | 21 de mayo de 1993       |
| Cinco meses han pasado desde que Keiichi y Belldandy comenzaron a vivir juntos, pero su relación no ha avanzado. A medida que se acerca el verano, Keiichi (con ayuda de Megumi) decide llevar a Belldandy a la playa. Mientras están de compras Belldandy y Megumi, Keiichi decide ver una película que misteriosamente llegó en un sobre. Para sorpresa de Keiichi, Urd, hermana de Belldandy, sale de la televisión. Llegan a la playa y Urd revela a Keiichi que secretamente los ha observado durante todoese tiempo para ayudar a reunir a la pareja. Sin embargo, Keiichi casi se ahoga tras un accidente de navegación y una poción de amor de Urd causa que Keiichi se enamore de Sayoko Mishima por error. La presencia de Urd se revela a Belldandy cuando ella reconoce la intervención de Urd en los eventos, y un beso de Belldandy trae a Keiichi de vuelta a sus sentidos. El viaje de Urd a la tierra causó problemas en el cielo. Como castigo, se ve obligada a permanecer en tierra. Por lo que ella se muda con Keiichi y Belldandy. |                                                                                |                          |
| 03 | «Corazones ardientes en la carretera» «Burning Hearts on the Road»             | 21 de septiembre de 1993 |
| Skuld, la otra hermana de Belldandy, se sobreexige cazando bugs en el cielo. Una aburrida Urd continúa metiéndose en la vida de todos en la tierra accidentalmente explotando un pastel que está haciendo Belldandy y un motor que Keiichi está reparando. Solitaria y sobrecargada de trabajo, Skuld llega a la tierra e intenta convencer a Belldandy de volver con ella. Keiichi está trabajando duro para construir una moto para una próxima carrera de arrancones. Con ayuda de Skuld, completan la moto a pesar de las dificultades puestas por Toraichi Tamiya y Otaki Hikozaemon, dirigentes del Club del automóvil. El día de la carrera, Toshiyuki Aoshima, líder de un club rival, revela que Belldandy es el premio de la carrera -el club ganador la tendrá como miembro-. Skuld, esperando que Belldandy dejará a Keiichi para volver con ella, modifica la motocicleta del club rival para que Keiichi no pueda ganar. En la carrera final, Keiichi gana después de tomar la bandera cuando falla el motor de la motocicleta rival. |                                                                                |                          |
| 04 | «Noche santa de árboles perennes» «Evergreen holy night»                       | 28 de diciembre de 1993  |
| Keiichi tiene una pesadilla sobre Belldandy. Él se despierta para descubrir que el terreno dentro del templo está cubierto de nieve; Sin embargo, a fuera de este está libre de nieve. Skuld identifica el problema como un error y crea una máquina de captura de bugs, con el ajuste todo vuelve a la normalidad. Señala que los errores se forman cuando Belldandy y Keiichi están demasiado cerca. El Todopoderoso notifica ha Belldandy que ella debe volver en tres días. Cuando la pareja viaja a la escuela, lo hacen por separado, provocando rumores sobre que han roto. Apenas Belldandy intenta acercarse a Keiichi, se catalizan explosiones que causan un caos y Belldandy huye. Megumi le sugiere a Keiichi comprar un anillo para Belldandy, y así consigue empleos a tiempo parcial para ganar dinero para pagar uno. Urd y Skuld identifican a un cerezo cerca del templo como la fuente de los bugs, pero cuando le informan a Belldandy, Belldandy se queda pasmada. |                                                                                |                          |
| 05 | «Por el amor de una Diosa» «For the Love of Goddess»                           | 17 de mayo de 1994       |
| Keiichi, incapaz de encontrarse directamente con Belldandy, la llama para disculparse y sigue trabajando. A pesar de los esfuerzos de Urd y de Skuld, no encuentran una manera de eliminar los errores creados cuando Belldandy y Keiichi están demasiado cerca. Recurren a un círculo máximo de magia, una magia prohibida, como solución. Keiichi finalmente gana lo suficiente para comprar el anillo. Las hermanas completan las preparaciones del círculo máximo de magia. Mientras Belldandy, llorando, elimina todos los rastros de ella en el templo y comienza a dirigirse hacia la puerta. Keiichi llega cuando ella está saliendo y Urd proyecta su hechizo, cerrando el portal. Keiichi y las diosas son arrojados hacia atrás por la explosión subsiguiente y Belldandy entra en la conciencia de Keiichi para salvarlo. Los recuerdos de Keiichi comienzan a volver y se da cuenta de que Belldandy hizo una promesa prohibida, forzándola a sellar todos los recuerdos de Keiichi. Cuando él finalmente se despierta, el Todopoderoso anula la orden de volver de Belldandy y Keiichi le da el anillo de compromiso. |                                                                                |                          |